# Woodlawn (Ohio)
Woodlawn és una població dels Estats Units a l'estat d'Ohio. Segons el cens del 2000 tenia 2.816 habitants.

## Demografia
Segons el cens del 2000, Woodlawn tenia 2.816 habitants, 1.235 habitatges, i 687 famílies. La densitat de població era de 419,8 habitants/km².
Dels 1.235 habitatges en un 21,6% hi vivien nens de menys de 18 anys, en un 33,7% hi vivien parelles casades, en un 17,9% dones solteres, i en un 44,3% no eren unitats familiars. En el 37,1% dels habitatges hi vivien persones soles el 7,5% de les quals corresponia a persones de 65 anys o més que vivien soles. El nombre mitjà de persones vivint en cada habitatge era de 2,27 i el nombre mitjà de persones que vivien en cada família era de 3,06.
Per edats la població es repartia de la següent manera: un 22,3% tenia menys de 18 anys, un 9,9% entre 18 i 24, un 32,2% entre 25 i 44, un 23,4% de 45 a 60 i un 12,1% 65 anys o més.
L'edat mediana era de 36 anys. Per cada 100 dones de 18 o més anys hi havia 91,7 homes.
La renda mediana per habitatge era de 42.978 $ i la renda mediana per família de 51.893 $. Els homes tenien una renda mediana de 40.417 $ mentre que les dones 31.142 $. La renda per capita de la població era de 24.204 $. Aproximadament el 9,1% de les famílies i el 10,4% de la població estaven per davall del llindar de pobresa.

## Poblacions més properes
El següent diagrama mostra les poblacions més properes.